# Xenophasmina
Xenophasmina is een geslacht van Phasmatodea uit de familie Phasmatidae. De wetenschappelijke naam van dit geslacht is voor het eerst geldig gepubliceerd in 1940 door Uvarov.

## Soorten
Het geslacht Xenophasmina omvat de volgende soorten:
- Xenophasmina fimbriatum (Redtenbacher, 1908)
- Xenophasmina simile (Redtenbacher, 1908)